# الكراديف (حزم العدين)

تعديل مصدري - تعديل

الكراديف محلة تابعة لقرية صرواح، التابعة لعزلة بني الفخر بمديرية حزم العدين إحدى مديريات محافظة إب في الجمهورية اليمنية، بلغ تعداد سكانها 56 حسب تعداد اليمن لعام 2004.